# 주자소

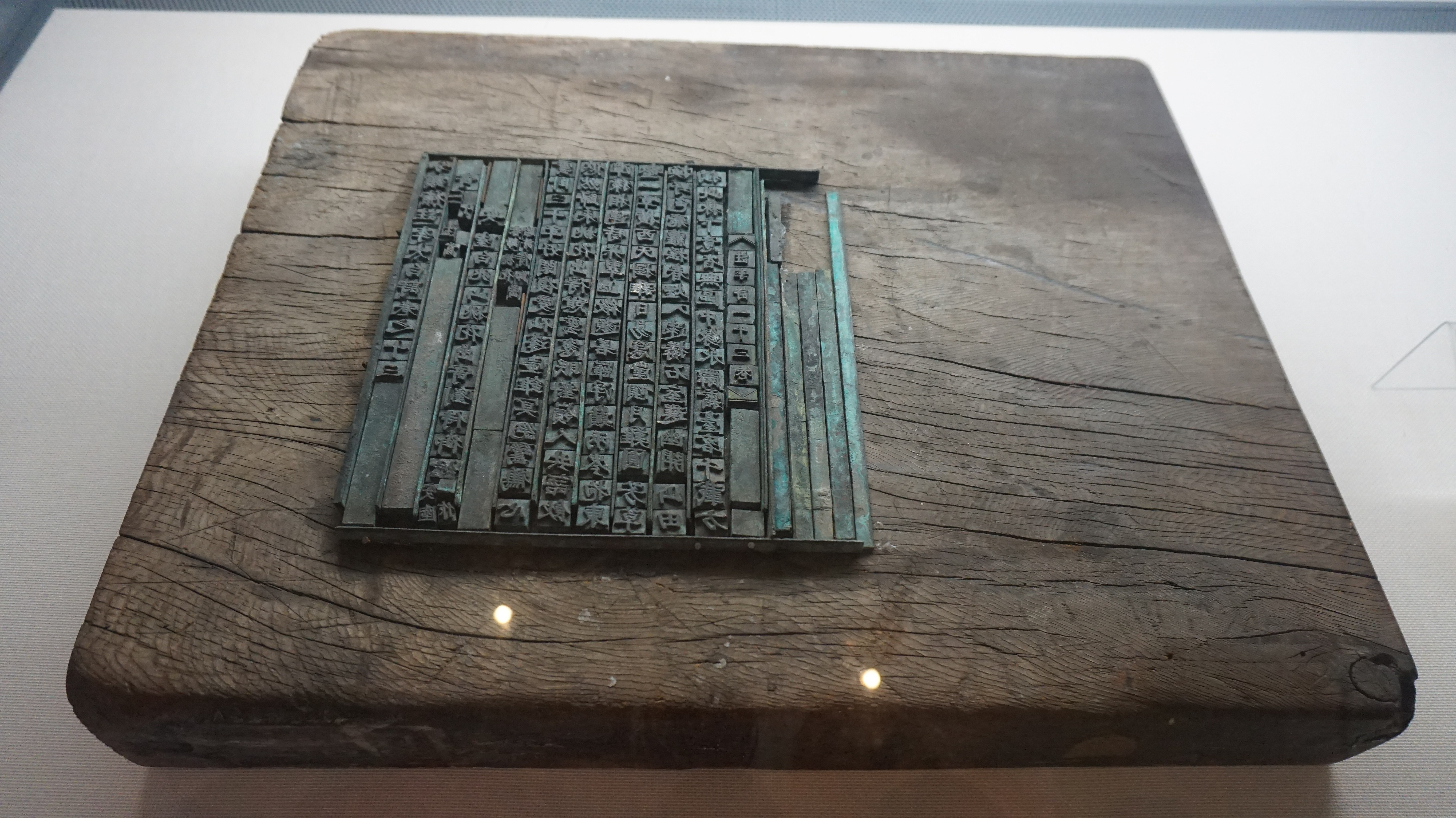
주자소가 제작한 갑인자

주자소(鑄字所)는 조선 시대에 금속 활자를 만들고 인쇄를 담당하던 기관이다. 1403년 (태종 3년) 처음 설립되었다. 여러 차례 이름과 관할 부서가 바뀌었지만 대한제국 말까지 운영되었다.

## 설립
조선은 성리학을 국가 이념으로 삼았고 유교적 정치를 위해 국가가 서적의 출간을 관리할 필요가 있었다. 고려 시기 이미 금속 활자 제작 기술을 가지고 있던 조선은 태종 대에 국가가 직접 관리하는 주자소를 설치하게 되었다. 설립 초기에는 한양부의 훈도방(薰陶坊)에 있다가 1435년(세종 17년) 경복궁 안으로 이전하였다. 훈도방은 남산 기슭에 있던 동네로 주자소가 있던 것이 오늘날 주자동으로 불리게 된 기원이 되었다.

## 역할
주자소의 주요 역할을 활자를 만들고 관리하며 서적을 출간하는 것이었다. 순조 시기 만들어 진 《주자소응행절목》(鑄字所應行節目, 주자소가 반드시 해야 할 업무 목록)에는 주자소가 관리하고 있는 활자의 종류, 수량, 출판한 책의 현황 등이 기록되어 있다. 주자소는 왕실에 필요한 책 뿐만 아니라 여러 서적을 출간하여 판매도 하였다.

## 역사
태종 때 설립된 주자소는 세종 대에 이르기 까지 활발히 활동하였다. 태종 3년 조선 최초의 구리 활자인 계미자를 제작하였고, 세종 16년인 1434년에는 갑인자가 만들어졌다.
그러나 1460년(세조 6년) 세조는 주자소를 혁파하였다. 이 때문에 주자소는 《경국대전》의 관제에 등록되지 못하였다. 이후 조선 전기 내내 조정은 필요할 때 마다 주자도감 등의 임시 직을 만들어 출판을 담당하게 하였다.
각종 도서의 제작과 출판을 장려하였던 정조는 1794년(정조 18년) 창경궁의 옛 홍문관 자리에 감인소를 짓고 활자의 제작 관리와 출판을 전담하게 하였다. 1796년(정조 20년) 정조는 인쇄와 출판을 담당하는 관청의 이름을 태종 시기로 복원하도록 지시하였고 이로서 다시 주자소로 불리게 되었다. 그러나 정조 이후 관리가 소홀해 지게 되었고 결국 1857년(철종 8년) 화재로 관청의 건물과 보관하고 있던 활자, 서적이 불타고 말았다.
화재 이듬해인 1858년 균역청에 새로 주자소를 차리고 한구자,  정리자, 임진자를 새로 만들어 사용하도록 하였다. 이 활자들은 대한제국 말까지 사용되었고 지금은 국립중앙박물관에 소장되어 있다.

## 관제
주자소는 따로 전임 관리를 두지 않고 예문관의 대제학과 승정원의 승지가 제조로서 겸임하게 하였다. 제조 아래에 업무를 관장하는 문신인 별좌가 있었다. 별좌의 정원은 7명이었으나 나중에 5명으로 축소되었다. 실무를 맡은 서리는 교서관의 서리들이 겸임하였다. 실제 활자를 만들고 인쇄를 진행하는 것은 장인들의 몫이었는데 세종 시기엔 승려도 활자 제작에 참여하였다. 서적의 출판에 관심이 많았던 세종 시기엔 다른 관청에 소속된 장인들 보다 대우가 좋았다고 한다.

## 활자
주자소가 제작하였거나 관리하였던 대표적인 금속 활자들은 아래와 같다.
- 계미자: 조선 최초의 금속 활자
- 갑인자: 세종시기 금속 활자
- 임진자: 영조시기 갑인자를 바탕으로 만든 금속활자[12]
- 정유자: 정조시기 갑인자를 바탕으로 만든 금속활자[13]